# Sarah Orne Jewett
Theodora Sarah Orne Jewett (South Berwick, Maine, 1849. szeptember 3. – South Berwick, 1909. június 24.) amerikai költőnő, írónő.

## Élete
A Berwick Akadémián tanított. Első munkája, a Jenny Garrow’s Lovers 1868-ban jelent meg, ezután az 1870-es években számos szépirodalmi alkotást publikált. Pályafutása elején leginkább novellákat írt. Szoros barátok voltak az írónő Annie Adams Fields-szel (1834-1915) s annak férjével, James T. Fields-szel. Annie Fields férje 1881-ben elhunyt, ezután ő és Jewett egészen Jewett haláláig együtt éltek. Koruk számos írójával és művészével barátságban álltak, köztük Willa Catherrel, William Dean Howells-szel, Mary Ellen Chase-vel, Henry James-szel, Rudyard Kiplinggel, Harriet Beecher Stowe-val, Alfred Tennysonnal, Oliver Wendell Holmes-szal, Mark Twainnal, Sarah Wyman Whitmannal és John Greenleaf Whittierrel.
Élete során négyszer látogatott Európába, 1902. szeptember 3.-án utazás közben súlyosan megsebesült, e baleset véget vetett írói karrierjének. Egyes feltételezések szerint leszbikus volt, Anne Fields-szel való tartós kapcsolatát Bostoni házasságként (Boston marriage) ismerték, amelyben két azonos nemű ember él együtt (nem feltétlenül homoszexuális kapcsolatban).
Magyarul egyetlen novellája jelent meg a Galaktika 30. számában 1978-ban A fehér gém címmel.

## Válogatott munkái
- Deephaven, James R. Osgood, 1877
- Play Days, Houghton, Osgood, 1878
- Old Friends and New, Houghton, Osgood, 1879
- Country By-Ways, Houghton-Mifflin, 1881
- A Country Doctor, Houghton-Mifflin, 1884
- The Mate of the Daylight, and Friends Ashore, Houghton-Mifflin, 1884
- A Marsh Island, Houghton-Mifflin, 1885
- A White Heron and Other Stories, Houghton-Mifflin, 1886
- The Story of the Normans, Told Chiefly in Relation to Their Conquest of England, G.P. Putnam's Sons, 1887
- The King of Folly Island and Other People, Houghton-Mifflin, 1888
- Tales of New England, Houghton-Mifflin, 1890
- Betty Leicester: A Story for Girls, Houghton-Mifflin, 1890
- Strangers and Wayfarers, Houghton-Mifflin, 1890
- A Native of Winby and Other Tales, Houghton-Mifflin, 1893
- Betty Leicester's English Christmas: A New Chapter of an Old Story, Bryn Mawr School, 1894
- The Life of Nancy, Houghton-Mifflin, 1895
- The Country of the Pointed Firs, Houghton-Mifflin, 1896
- The Queen's Twin and Other Stories, Houghton-Mifflin, 1899
- The Tory Lover, Houghton-Mifflin, 1901
- An Empty Purse: A Christmas Story,  1905

## Fordítás
- Ez a szócikk részben vagy egészben  a   Sarah Orne Jewett című német Wikipédia-szócikk ezen változatának fordításán alapul.  Az eredeti cikk szerkesztőit annak laptörténete sorolja fel. Ez a jelzés csupán a megfogalmazás eredetét és a szerzői jogokat jelzi, nem szolgál a cikkben szereplő információk forrásmegjelöléseként.